# Idioma frigio
El idioma frigio fue la lengua de los frigios, pueblo que migró desde Asia Menor hasta Tracia alrededor del 1200 a. C.
Para el siglo VI, ya estaba extinto, pero se han podido reconstruir algunas palabras con la ayuda de inscripciones grabadas con una escritura similar a la del griego.
Se afirma que tenía similitud con el griego y el armenio. En general se lo tiende a relacionar estrechamente con el griego.

## Aspectos históricos, sociales y culturales
Los historiadores de la antigüedad y los mitos asocian en ocasiones el frigio con el tracio, e incluso con el armenio en algunas fuentes clásicas. Sin embargo muchos autores creen que estaba más próximo linguistamente al griego. Heródoto recoge el relato macedonio que cuenta que los frigios emigraron a Asia Menor desde Tracia (7,73). Más adelante en el texto (7,73), Heródoto afirma que los armenios fueron colonizados por los frigios, ocurriendo esto en la época de Jerjes I. La primera mención del frigio en las fuentes griegas, en el Himno homérico a Afrodita, que lo describe como diferente del troyano. Del troyano, lamentablemente, se sabe poco aunque ciertas evidencias han conducido a especular su posible relación con el luwita.

### Inscripciones

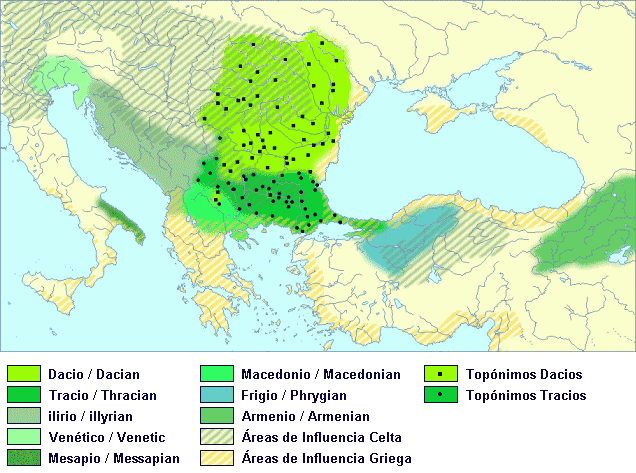
Lenguas paleobalcánicas de Europa oriental en los primeros siglos antes de nuestra era.

El frigio está atestiguado por dos corpus lingüísticos, uno de alrededor de 800 a. C. y posterior (paleofrigio), y posteriormente, después de un período de varios siglos, al comienzo del siglo I d. C. (Neo-Frigio). El corpus palaeo-frigio se divide (geográficamente) en las inscripciones de la ciudad de Midas de la ciudad (M, W), Gordión, Central (C), Bitinia (B), Pteria (P), Tyana (T), Daskyleion (Dask), Bayindir (Bahía), y "varios" (Dd, documentos diversos). Las inscripciones misias parecen estar en una lengua relacionada el idioma misio (en un alfabeto con una letra adicional, "s misia").
Sobrevivió al menos hasta el siglo VI d. C. Podemos reconstruir algunas palabras con la ayuda de algunas inscripciones con textos bilingües al griego.

## Descripción lingüística

### Clasificación
El idioma frigio estaba probablemente emparentado con el griego. En la mayoría de los casos el idioma frigio usaba un alfabeto derivado de los fenicios. Las inscripciones disponibles en el idioma frigio todavía no se han traducido. Las inscripciones que utilizan una escritura cercana a la griega han sido traducidas, y parte del vocabulario frigio ha sido identificado.

### Gramática
Respecto a su estructura, lo que puede recuperarse a partir de él, es claramente indoeuropeo, con nombres declinados en casos (al menos cuatro), de género (tres) y el número (singular y plural), mientras que los verbos se conjugan por tiempo, la voz, el modo, persona y número. No hay una sola palabra que atestigüe todas sus formas de flexión.
Muchas palabras del frigio son muy similares a la reconstruida lengua proto-indoeuropea (PIE). El frigio parece presentar un aumento, al igual que el griego y el armenio, cf Eberet, probablemente correspondiente a PIE *e-bher-et (griego, epheret).

### Vocabulario
Muchas palabras frigias son teóricamente conocidas, sin embargo, el significado y etimologías e incluso la epigrafía de muchas palabras frigias (en su mayoría extraídas de inscripciones) son todavía objeto de debate.
Entre los rasgos conocidos del frigio se cuentan:
- Ensordecimiento de las oclusivas sonoras indoeuropeas (*b, *d, *g, *g̑, *gw) en oclusivas sordas (p, t, k):

- PIE *d(e)iwos > tios 'dios'
- PIE *bhh1g̑os > bekos 'pan'
- PIE *g̑enh1sa > kena 'generación' (cfr, griego génea)
- PIE *gwneh2ika > knaika 'esposa'.
- Como en griego, triple vocalización de las laringales indoeuropeas en *h1 > e (o i ante nasal), *h2 > a y *h3 > o:

- PIE h1newn > inn 'nueve' 

- PIE h1regw-o >  erek 'tarde' (griego érebos 'oscuridad') 

- PIE h2ster > astel 'estrella'

- PIE h3neh3mno > onoman 'nombre' (latín nomen< h3neh3mno)
Una famosa palabra frigia es bekos, que significa "pan". Según Heródoto (Historias 2,9) el faraón Psamético I quería establecer el idioma original de la humanidad. A tal efecto, ordenó que dos niños fuesen criados por un pastor, que prohíbe dejarles escuchar a los niños una sola palabra, y encargándole de informarle de las primeras palabras de estos. Después de dos años, el pastor informó que al entrar en su habitación, los niños llegaron hasta él, y extendiendo las manos, dijeron bekos. Investigando, el faraón descubrió que se trataba de la palabra frigia para decir "pan de trigo", después los egipcios reconocieron a los frigios como una nación más antigua que la suya. La palabra bekos se ponían también de manifiesto varias veces en las inscripciones Paleo-frigias en estelas funerarias. Muchos estudiosos modernos sugieren que se trata de afines al inglés bake, hornear (PIE *bheHg-).
De acuerdo con Clemente de Alejandría, la palabra frigia bedu (βέδυ) significa "agua" (PIE * Mié) aparece en ritual Órficos. En la misma fuente, los macedonios decían que adoraban a un dios llamado Bedu, que se interpreta como "aire".